# Un'indagine filosofica sull'origine delle nostre idee di Sublime e Bello
Un'indagine filosofica sull'origine delle nostre idee di Sublime e Bello (titolo originale: A Philosophical Enquiry into the Origin of Our Ideas of the Sublime and Beautiful) è un trattato di estetica scritto da Edmund Burke e pubblicato nel 1757. Quest'opera ha attratto l'attenzione di eminenti pensatori e filosofi dell'epoca, quali Denis Diderot e Immanuel Kant.
In sintesi, il Bello, secondo Burke, è ciò che è ben formato ed esteticamente gradevole, mentre il Sublime è ciò che ha il potere di costringerci a fare qualcosa e di distruggerci. La preferenza del Sublime sul Bello rappresenta il segno del passaggio dal Neoclassicismo al Romanticismo.
Le origini delle nostre idee del bello e del sublime, secondo Burke, possono essere definite comprendendo le loro strutture e le loro cause. In accordo alla fisica e metafisica aristotelica, il nesso causale può essere suddiviso in cause formali, materiali, efficaci e finali. La causa formale della bellezza è la passione d'amore; la causa materiale riguarda le caratteristiche degli oggetti, quali la grandezza, la morbidezza o la delicatezza dell'oggetto; la causa efficace è, ad esempio, la calma che l'oggetto provoca in noi; la causa finale è la provvidenza divina.
La cosa più singolare e originale di quanto afferma Burke sul Bello è che esso non può essere compreso mediante i criteri tradizionali della bellezza: proporzioni, forma o perfezione. Anche il Sublime ha una struttura causale, ma diversa da quella del Bello. La sua causa formale è dunque la passione della paura (soprattutto la paura della morte); parallelamente, la causa materiale è la immensità dell'oggetto, il suo essere infinito, la sua spaventosa magnificenza; la sua causa efficace è la tensione che provoca sui nostri nervi; la causa finale è Dio, che ha creato e combattuto Satana, come espresso da John Milton nel Paradiso perduto. Questa opera di Burke è stata la prima completa esposizione filosofica che ha separato il Bello e il Sublime nelle loro rispettive categorie razionali.
Kant ha criticato Burke per non aver sostenuto di sapere le cause degli effetti mentali che si verificano nelle esperienze del Bello e del Sublime. Secondo Kant, Burke ha raccolto tutti i dati e le informazioni necessarie in modo che i pensatori del futuro potessero spiegare le cause di questi effetti.